# Anemia hirta
Anemia hirta är en ormbunkeart som först beskrevs av Carolus Linnaeus, och fick sitt nu gällande namn av Olof Peter Swartz. Anemia hirta ingår i släktet Anemia och familjen Anemiaceae. Inga underarter finns listade.